# Flostroy
Flostroy war eine belgische Automarke.

## Markengeschichte
Die erste Erwähnung dieser Marke stammt von Anfang 1923. Hersteller war ein Unternehmen an der Rue des Champs 34 in Gent. Wenig später übernahm Dieudonné Hanlet in der Rue Pépin in Herstal die Fertigung. Hanlet betrieb auch Motorcycles P.A., einen Motorradhersteller, der damals in der Rue Haute-Marexhe 224 in Herstal tätig war. 1926 endete die Produktion.

## Fahrzeuge
Das einzige Modell wurde Motorette genannt. Es war ein Dreirad. Ein Einzylindermotor war oberhalb des Vorderrads noch vor dem Lenkkopf montiert und trieb über Riemen das Vorderrad an. Das offene Fahrzeug bot Platz für eine Person. In einem Anhänger konnte ein Passagier mitfahren.